# They Might Be Giants
They Might Be Giants (TMBG) é uma banda de rock alternativo formada em 1982 na cidade de Nova Iorque, Estados Unidos. A banda é conhecida por um estilo experimental de música, incluindo instrumentos como acordeão e metais, bem como um senso de humor peculiar em suas letras. Também compõem músicas para o público infantil e para programas de televisão. Nestas categorias, ganharam dois prêmios Grammy: em 2002 pelo tema do seriado Malcolm in the Middle, e em 2009 pelo álbum Here Come the 123s.
Seu nome pode ser traduzido para "Eles podem ser gigantes", que é o nome de um filme com George C. Scott, inspirado em um episódio do livro Dom Quixote. Seu fiel servo lhe questiona porque atacar os moinhos com sua lança, ao que Dom Quixote retruca, "Porque eles podem ser gigantes".

## Membros
- John Linnell - acordeão, teclado, flauta, vocal
- John Flansburgh - guitarra, vocal
- Dan Miller - guitarra, teclado
- Danny Weinkauf - baixo
- Marty Beller - bateria

### Ex-membros
- J. D. Feinberg - bateria
- Kurt Hoffman - trompete, teclado
- Brian Doherty - bateria
- Tony Maimone - baixo
- Graham Maby - baixo
- Eric Schermerhorn - guitarra solo
- Dan Hickey - bateria

## História
Os dois Johns, Linnell e Flansburgh, eram colegas de escola na cidade de Lincoln, Massachusetts. Começaram a escrever músicas juntos, mas não formaram uma banda naquele tempo. Após o ensino médio os dois frequentaram universidades diferentes. Linnell juntou-se ao The Mundanes, um grupo new wave de Rhode Island. Voltou a se reunir com Flansburgh em 1981, no Brooklyn.

### Os anos iniciais (1982-1989)
Em 1982, os dois Johns começaram sua carreira musical em Nova Iorque, com Flansburgh na guitarra e Linnell tocando acordeão e saxofone. Sem uma banda de apoio, usavam uma máquina de ritmos como acompanhamento. O TMBG tornou-se conhecido no circuito underground de Manhattan, com sua instrumentação atípica, letras com temática incomum, jogos de palavras e objetos de cena extravagantes.
A banda pausou suas apresentações ao vivo por um tempo, depois de Linnell ter-se acidentado com a bicicleta e o apartamento de Flansburgh ter sido assaltado. Durante a pausa, passaram a gravar músicas na secretária eletrônica, anunciando o número de telefone nos classificados do jornal Village Voice, sob o nome "Dial-a-Song" (disque-uma-canção, em tradução livre). Lançaram também uma fita demo, que lhes garantiu uma resenha na revista People. O They Might Be Giants assinou o primeiro contrato fonográfico com a gravadora Bar/None Records, lançando o álbum que leva o nome da banda em 1986. O clipe da música "Don't Let's Start" torno-se um sucesso na MTV, aumentando a popularidade da banda. Em 1988 lançaram o segundo álbum, "Lincoln".

### TMBG e a Elektra Records (1990-1992)
Em 1990, They Might Be Giants lançou o terceiro álbum, "Flood'; o primeiro por uma grande gravadora, a Elektra Records. Flood tornou-se disco de ouro, graças a popularidade da música "Birdhouse in Your Soul", que chegou a terceiro lugar na parada US Modern Rock da Billboard. As canções "Istanbul (not Constantinople)" e "Particle Man", do mesmo álbum, foram usadas no desenho animado Tiny Toon Adventures, da Warner Bros. A Bar/None lança, em 1991, uma coletânea de lados B da banda, Miscellaneous T.
O quarto álbum do TMBG, Apollo 18, foi lançado em 1992. O tema espacial do disco fez da banda embaixadora musical do Ano Espacial Internacional das Nações Unidas. Uma das músicas de Apollo 18, "Fingertips", é composta por 21 faixas musicais independentes de curta duração, feitas para serem ouvidas na seleção aleatória dos CD-players, intercaladas com as músicas comuns. As versões inglesa e australiana do disco, por um erro de mixagem, apresentam essas canções como uma faixa só.

### Recrutando uma banda (1992-1998)
Em 1992, Flansburgh e Linnell decidiram mudar a configuração da banda, abandonando o acompanhamento eletrônico e contratando músicos de verdade. Kurt Hoffman, da banda Ordinaires, no teclado e trompete, o baixista Tony Maimone, do Pere Ubu e o baterista Jonathan Feinberg. Em 1994, lançam o disco John Henry, com uma sonoridade mais convencional, com presença maciça das guitarras. O álbum seguinte, Factory Showroom, foi lançado em 1996 com pouco alarde. A banda abandonou o estilo de John Henry e recuperou a diversidade dos três primeiros álbuns, apesar da presença de dois guitarristas, o segundo sendo Eric Schermerhorn, que contribuiu com diversos solos. O TMBG rompeu com a Elektra, depois de se recusar a fazer shows promocionais, entre outras desavenças. Em 1998, lançaram o álbum Severe Tire Damage, composto de faixas ao vivo e uma faixa de estúdio, "Doctor Worm".

### Após a Elektra (1999-2003)
Desde os anos 1990 o TMBG usou a internet de forma inovadora. Em 1999 o grupo foi o primeiro a lançar um álbum exclusivamente em formato MP3, Long Tall Weekend, vendido pela Emusic.Também em 1999, o grupo compôs a música Dr. Evil para o filme Austin Powers: The Spy Who Shagged Me. Também contribuíram várias vezes com trilhas sonoras de filmes e séries de TV, como The Oblongs, Brave New World, Ed and His Dead Mother e clipes para os desenhos Coragem, o Cão Covarde e O Laboratório de Dexter.
A participação na trilha sonora da série Malcolm in the Middle deu à banda um novo público. O TMBG não só fez o tema de abertura "Boss of Me", mas músicas de discos anteriores também foram usadas no programa. Boss of Me esteve no Top 40 no Reino Unido e deu ao TMBG o troféu Grammy 2002 de Melhor Canção para Filme, Televisão ou outra Mídia Visual. Em 11 de setembro de 2001, lançaram o álbum "Mink Car", o primeiro álbum de faixas inéditas desde 1996 e o primeiro após saírem da gravadora Elektra. A gravação do disco e seu lançamento foram incluídos num documentário dirigido por AJ Schnack, intitulado Gigantic: A Tale of Two Johns. O filme foi lançado em DVD em 2003. No ano de 2002, o disco para o público infantil, chamado "No!", é lançado.

### Podcasts, lançamentos independentes e música para crianças (2004- presente)
Em 2004 a banda lançou o álbum The Spine e os EPs Indestructible Object e The Spine Surfs Alone. O clipe da canção Experimental Film, deste álbum, foi criado pelos animadores Matt e Mike Chapman, da série animada online Homestar Runner. Além disso, começaram sua própria loja de música online, onde os clientes podem comprar suas músicas MP3 por US$ 10 em álbum. Com isso, o grupo poupa dinheiro que de outra forma iriam para as gravadoras.
O TMBG também se envolveu no processo eleitoral fornecendo uma música para a compilação Future Soundtrack for America, um projeto de John Flansburgh com a ajuda de Spike Jonze e Barsuk Records. A coleção foi publicada pela Barsuk e contou com grupos indie e alternativos como Death Cab For Cutie, The Flaming Lips, e Bright Eyes. Tudo correu em favor de organizações progressistas como a Music for América e MoveOn.org. O TMBG refez a música "Tippecanoe and Tyler Too", da campanha política para a eleição do presidente dos Estados Unidos em 1840.
Após a turnê Spine Surfs the Tour Hiway de 2004, a banda anunciou que iria fazer uma pausa para se envolver em outros projetos, como um musical produzido por Flansburgh e escrito por sua esposa, Robin "Goldie" Goldwasser, intitulado People are Wrong!. Em 2005, foi lançado o segundo disco de música para crianças, Here Comes the ABCs,um álbum temático baseado no alfabeto. A gravadora Disney Sound lançou o CD e o DVD separadamente em 15 de fevereiro de 2005.
A banda produziu e compôs três músicas originais para o Playhouse Disney: uma para a série Higglytown Heroes (Os Heróis da Cidade, no Brasil) e duas para a série A Casa do Mickey Mouse. Eles também gravaram um cover da música Disney "There is a Great Big Beautiful Tomorrow" para o filme A Família do Futuro e escreveram e cantaram a música tema para o show Drinky Crow. A banda foi contratada para fornecer canções originais para o filme Coraline dirigido por Henry Selick e baseado no livro infantil de Neil Gaiman, mas foram retiradas porque sua música não era "assustadora" o suficiente. Apenas uma canção, intitulada "Other Father's Song", foi mantido para o filme, com Linnell cantando como o "Outro Pai" do título.
Em 2008, foi lançado o terceiro disco infantil,Here Comes the 123s, com canções baseadas em números, que ganhou o Grammy de melhor álbum para crianças em 2009. Neste mesmo ano, a banda lançou o último álbum temático da série "Here Comes...", Here Comes Science.
O TMBG voltou a gravar "álbuns para adultos" em 2011, com o lançamento de Join Us. Em 2013, lançaram Nanobots e em 2015,  o álbum Glean.

## Discografia

### Álbuns de estúdio
- 1986 - They Might Be Giants
- 1988 - Lincoln
- 1990 - Flood
- 1992 - Apollo 18
- 1994 - John Henry
- 1996 - Factory Showroom
- 1999 - Long Tall Weekend
- 2001 - Mink Car
- 2002 - No!
- 2004 - The Spine
- 2005 - Here Come the ABCs
- 2007 - The Else
- 2008 - Here Come the 123s
- 2009 - Here Comes Science
- 2011 - Join Us
- 2013 - Nanobots
- 2015 - Glean[10]
- 2015 - Why?
- 2016 - Phone Power
- 2018 - I Like Fun
- 2018 - My Murdered Remains
- 2018 - The Escape Team
- 2021 - BOOK

| - 1987 - Don't Let's Start - 1988 - (She Was A) Hotel Detective - 1989 - They'll Need a Crane - 1989 - Purple Toupee - 1990 - Birdhouse in Your Soul - 1990 - Istanbul (Not Constantinople) - 1992 - The Statue Got Me High - 1992 - I Palindrome I - 1992 - The Guitar (The Lion Sleeps Tonight) - 1993 - Why Does the Sun Shine? (The Sun Is a Mass of Incandescent Gas) - 1993 - O Tannenbaum - 1994 - Back to Skull - 1996 - S-E-X-X-Y - 1999 - What We Did This Summer - 2000 - Working Undercover for the Man - 2001 - Boss of Me - 2001 - Man, It's So Loud in Here - 2001 - They Might Be Giants in Holidayland - 2003 - Bed, Bed, Bed - 2004 - Indestructible Object - 2004 - The Spine Surfs Alone | - 1994 - Live!! New York City 10/14/94 - 1998 - Severe Tire Damage - 1999 - Live - 2004 - The Spine Hits the Road - 2004 - Almanac - 2004 - Venue Songs - 1989 - Don't Let's Start - 1991 - Miscellaneous T - 1997 - Then: The Earlier Years - 1999 - Best of the Early Years - 2002 - They Got Lost - 2002 - Dial-A-Song: 20 Years of They Might Be Giants - 2005 - A User's Guide to They Might Be Giants - 2005 - Venue Songs DVD/CD - 2011 - Album Raises New and Troubling Questions |